# 禿河徹映
禿河 徹映（とくがわ てつえい、1928年10月13日 - ）は日本の大蔵官僚。

## 人物
北九州市出身。1952年、東京大学法学部卒業後、大蔵省に入省。
1974年大臣官房秘書課長、1977年主計局次長、1980年経済企画庁官房長、1981年証券局長。内閣官房内閣審議室長をへて、総理府次長、1985年退官。国民金融公庫副総裁、日本証券業協会副会長。事務次官候補だったが総理府に転じた。同期には越智通雄、福田幸弘などがいる。1950年組、51年組、53年組の影響もあってか事務次官は出ていない。

## 略歴
- 1952年：大蔵省入省
- 理財局国債課長
- 1974年：大臣官房秘書課長
- 1977年：主計局次長
- 1980年：経済企画庁官房長
- 1981年：証券局長
- 1982年：内閣官房内閣審議室長
- 1984年：総理府次長
- 1985年：退官
- 1985年：国民金融公庫副総裁
- 全国労働金庫協会理事長